# Palavela
Le Palavela, appelé auparavant Palazzo delle Mostre ou Palazzo a Vela, est une salle omnisports située à Turin, en Italie.

## Histoire
À partir de 1959, Turin a vu la construction d'une série de bâtiments dans le quartier de Nizza Millefonti à l'occasion des célébrations du centenaire de l'unification de l'Italie. Parmi eux, le Palazzo delle Mostre a été construit pour offrir plus d'espace au Salone dell'Abbigliamento, déjà installé dans le Palazzo della Moda (ou Expositions de Turin). Ensuite, il accueillera le siège de l'exposition Moda Stile Costume et ensuite les événements festifs de l'Italie'61, devenant son emblème.
En 1981, lors de l'événement Sportuomo, la première salle d'escalade artificielle a été créée en Italie, dédiée à Guido Rossa, syndicaliste et membre du Club Alpin Académique Italien. Le gymnase est resté en opération, continuellement mis à jour, jusqu'à son abolition pendant la rénovation et a abrité plusieurs tests du Championnat Italien d'Escalade Sportive.
En 2003, le Palavela a été entièrement rénové par l'architecte Gae Aulenti pour accueillir les compétitions de patinage artistique et de patinage sur courte piste des XXes Jeux Olympiques d'hiver. Depuis lors, la structure a de nouveau accueilli des événements de patinage artistique et des événements culturels de toutes sortes.

## Événements sportifs

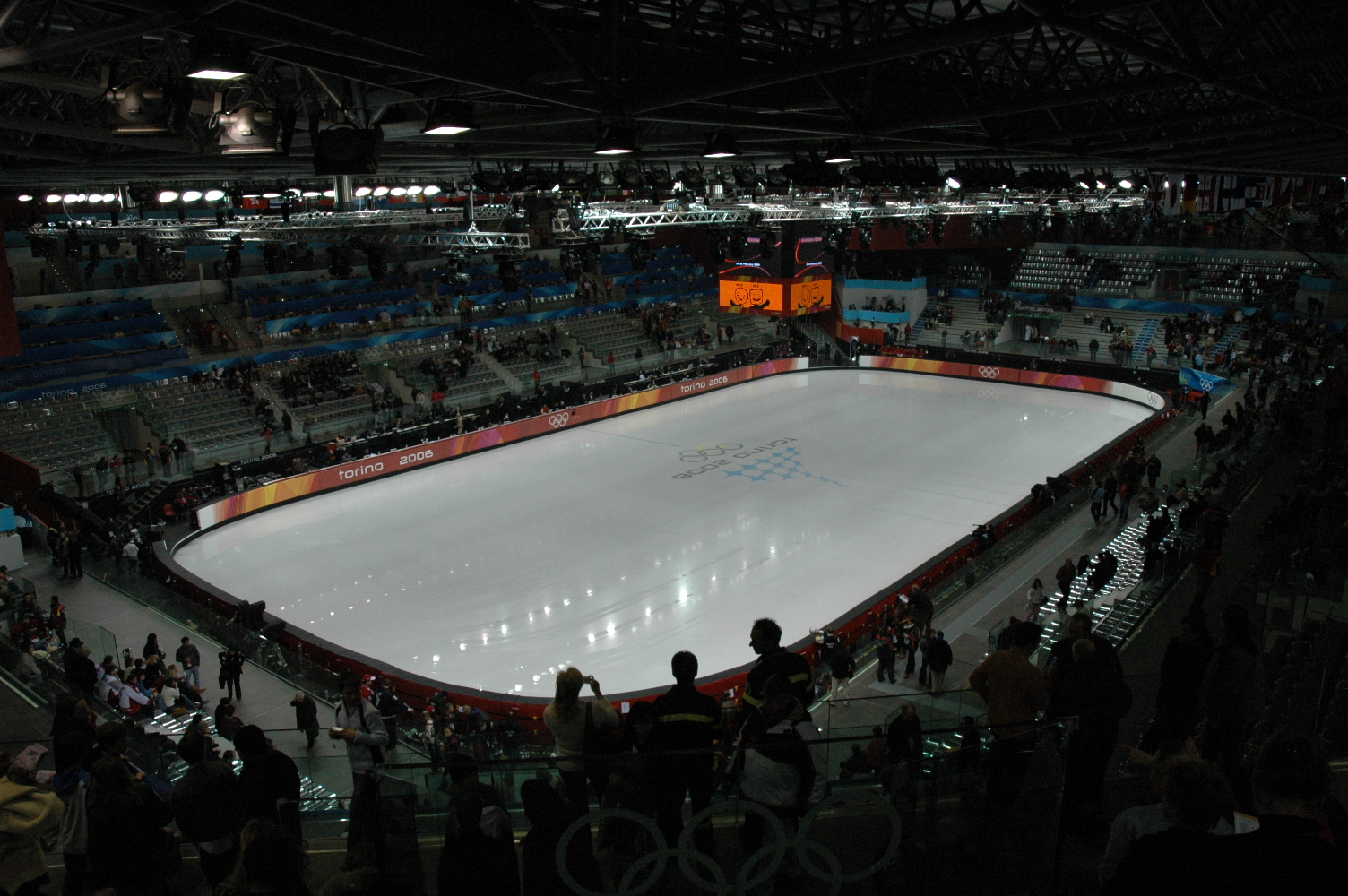
Le Palavela durant les Jeux olympiques d'hiver de 2006

- Championnats d'Europe de patinage artistique 2005
- Jeux olympiques d'hiver de 2006 (Patinage artistique et patinage de vitesse sur piste courte)
- Universiade d'hiver de 2007 (Patinage artistique et patinage de vitesse sur piste courte)
- Finale du Grand Prix ISU de patinage artistique 2007-2008
- Championnats d'Europe de gymnastique rythmique 2008
- Championnats du monde de patinage artistique 2010
- Championnat d'Europe de volley-ball masculin 2015
- Finale du Grand Prix ISU de patinage artistique 2019-2020
- Grand-Prix d'Italie de patinage artistique 2021
- Finale du Grand Prix ISU de patinage artistique 2022-2023

## Tournage
- Dans une scène du film britannique L'or se barre, réalisé par Peter Collinson et sorti en 1969, trois Mini — chargées d'un butin d'or et conduites par des malfaiteurs qui cherchent à quitter Turin où ils viennent de commettre un braquage retentissant — s'aventurent sur le toit du bâtiment, poursuivies par un véhicule de police, avant de parvenir à s'échapper.